# Alyxia pilosa
Alyxia pilosa är en oleanderväxtart som beskrevs av Friedrich Anton Wilhelm Miquel. Alyxia pilosa ingår i släktet Alyxia och familjen oleanderväxter. Inga underarter finns listade i Catalogue of Life.